# Anoda guatemalensis
Anoda guatemalensis är en malvaväxtart som beskrevs av P.A. Fryxell. Anoda guatemalensis ingår i släktet glansmalvor, och familjen malvaväxter. Inga underarter finns listade i Catalogue of Life.